# NGC 4162
NGC 4162 é uma galáxia espiral (Sbc) localizada na direcção da constelação de Coma Berenices. Possui uma declinação de +24° 07' 26" e uma ascensão recta de 12 horas, 11 minutos e 52,5 segundos.
A galáxia NGC 4162 foi descoberta em 10 de Abril de 1785 por William Herschel.